# 22e Golden Globe Awards
De 22e Golden Globe Awards, waarbij prijzen werden uitgereikt in verschillende categorieën voor de beste films van 1964, vond plaats op 8 februari 1965 in het Ambassador Hotel in Californië.

## Winnaars en genomineerde

### Film

#### Beste acteur in een dramafilm
Peter O'Toole - Becket
- Richard Burton - Becket
- Anthony Franciosa - Rio Conchos
- Fredric March - Seven Days in May
- Anthony Quinn - Zorba the Greek

#### Beste acteur in een komische of muzikale film
Rex Harrison - My Fair Lady
- Marcello Mastroianni - Marriage Italian-Style
- Peter Sellers - The Pink Panther
- Peter Ustinov - Topkapi
- Dick Van Dyke - Mary Poppins

#### Beste actrice in een dramafilm
Anne Bancroft - The Pumpkin Eater
- Ava Gardner - The Night of the Iguana
- Rita Hayworth - Circus World
- Geraldine Page - Toys in the Attic
- Jean Seberg - Lilith

#### Beste actrice in een komische of muzikale film
Julie Andrews - Mary Poppins
- Audrey Hepburn - My Fair Lady
- Sophia Loren - Marriage Italian-Style
- Melina Mercouri - Topkapi
- Debbie Reynolds - The Unsinkable Molly Brown

#### Beste regisseur
George Cukor – My Fair Lady
- Michael Cacoyannis – Zorba the Greek
- John Frankenheimer – Seven Days in May
- Peter Glenville – Becket
- John Huston – The Night of the Iguana

#### Beste dramafilm
Becket
- The Chalk Garden
- Dear Heart
- The Night of the Iguana
- Zorba the Greek

#### Beste komische of muzikale film
My Fair Lady
- Father Goose
- Mary Poppins
- The Unsinkable Molly Brown
- The World of Henry Orient

#### Beste originele score
The Fall of the Roman Empire - Dimitri Tiomkin
- Becket - Laurence Rosenthal
- Mary Poppins - Richard Morton Sherman en Robert Bernard Sherman
- Seven Days in May - Jerry Goldsmith
- Zorba the Greek - Mikis Theodorakis

#### Beste filmsong
Circus World - Circus World
- Dear Heart - Dear Heart
- From Russia with Love - From Russia with Love
- Sunday in New York - Sunday in New York
- Where Love Has Gone - Where Love Has Gone

#### Beste mannelijke bijrol
Edmond O'Brien - Seven Days in May
- Cyril Delevanti - The Night of the Iguana
- Stanley Holloway - My Fair Lady
- Gilbert Roland - Cheyenne Autumn
- Lee Tracy - The Best Man

#### Beste vrouwelijke bijrol
Agnes Moorehead - Hush… Hush, Sweet Charlotte
- Elizabeth Ashley - The Carpetbaggers
- Grayson Hall - The Night of the Iguana
- Lila Kedrova - Zorba the Greek
- Ann Sothern - The Best Man